# Tullingsås
Tulingsås is een plaats in de gemeente Strömsund in het landschap Jämtland en de provincie Jämtlands län in Zweden. De plaats heeft 122 inwoners (2005) en een oppervlakte van 29 hectare. De plaats ligt vlak bij het meer Russfjärden en de Europese weg 45 loopt langs de plaats.